# Саппа Олександр Станіславович
Олександр Станіславович Саппа  (3 грудня 1969, Запоріжжя) — український військовик, генерал-майор, начальник Управління внутрішньої безпеки Служби безпеки України (з 2016 року).

## Життєпис
Саппа спочатку, до 2006 року займав посаду начальника представництва внутрішньої безпеки (так званого департаменту «Б») Управління СБУ в Запорізькій області.
Переведений в Одесу, де працював у штаті головного відділу військової контррозвідки управління Служби безпеки України в Одеській області. Його начальниками були Нужний Олександр Георгійович (до 2008 року), та Невкритий Олег Анатолійович (у 2008—2011 роках).
З 2011 р. по 2014 р. займав посаду начальника головного (5-го) відділу Управління військової контррозвідки Департаменту контррозвідки Служби безпеки України по Південному регіону (з дислокацією в місті Одеса).
Його заступником було призначено полковника Дубровіна Олександра Олексійовича.
6 грудня 2012 року Саппу та Дубровіна було нагороджено почесною відзнакою Одеського міського голови «Подяка».
2 грудня 2013 року Саппа нагороджений почесною відзнакою Одеського міського голови «Трудова слава».
Під керівництвом Саппи в 2010—2014 роках працював відомий учасник АТО полковник Лизогуб Віталій Миколайович (в 2014—2015 роках начальник Управління Служби безпеки України в Донецькій області), який займав в цей період посаду начальника відділення Управління військової контррозвідки Південного регіону СБУ по Донецькій та Луганській областям. Завдяки оперативним заходам, прийнятим за участю Саппи і Лизогуба, в 2014 році вдалося звести до мінімуму випадки дезертирства і зради у військових частинах, дислокованих на території південного сходу України.
Починаючи з 2016 року, Саппа згаданий у джерелах як начальник Управління внутрішньої безпеки Служби безпеки України.
23 серпня 2017 року отримав звання генерал-майора.
Попередниками Саппи на посаді начальника Управління внутрішньої безпеки Служби безпеки України були: Гаврилюк Юрій Васильович (у 2010—2011 рр.), Трепак Віктор Миколайович (у 2011—2012 рр.), Чучин Андрій Валерійович (у 2012—2014 рр.), Кущаєв Микола Миколайович (у 2014—2015 рр., переведений на посаду заступника начальника Головного управління військової контррозвідки Департаменту контррозвідки СБУ), та Косинський Владислав Володимирович (у 2015—2016 рр.).

## Військові звання
- полковник
- генерал-майор (23 серпня 2017 року)

Одружений, має сина і доньку.